# 永基非法集资案
永基非法集资案，是1998年发生在中华人民共和国天津市南开区涉案达43亿人民币的巨额非法集资诈骗大案。由于该案件受到主政天津市公安、检察、司法系统十余年的天津市政协主席、市政法委书记宋平顺的庇护，在案发近十年后仍然得不到解决，直至曾干涉此案的高官宋平顺在2007年自杀后，该案件的脉络才得以理清并公之于众。

## 案发经过
20世纪90年代初，香港商人梁志彬经人介绍与宋平顺相识。1993年，梁志彬经时任天津市政法委书记、副市长、市公安局局长宋平顺帮助下，以香港基信企业有限公司之名，与隶属南开区建委的南开区建设开发公司合作，成立了天津永基房地产开发公司。1994年永基公司借助宋平顺的背景，顺利获得天津市政府的下发的“津政发[1994]4号”文件，借口旧城改造将其列为“天津市政府重点建设项目”之一，以批租形式取得位于南开区黄河道的一块4万平方米土地的50年使用权，永基花园地产项目随之启动。
永基花园地产项目计划分两期进行建设销售，其中一期工程建成永基大厦商住楼两栋、永基花园住宅楼三栋及永基商城一座。截至1994年12月20日，该项目已向北京、上海两地预售住宅、商铺共计人民币2亿元，实际收入已达1.5亿元。
1995年1月，在一期工程销售良好的情况下，永基公司开始将预售范围扩大至全国并在京、津两地投放大量广告。但是，当时永基公司实质上是在借口房产销售，以卖商城台位的方式进行变相吸纳社会资金的非法集资活动。非法集资的具体过程为，购买永基商城一个台位是8万元，约定：“两年固定回报率26.6％，三至四年固定回报率27％，约定的年限到期全部退还本金”。然而，交易双方的凭据仅为一张永基公司出具的票据。这并非是房地产交易，其实质是在买者与卖者之间构建的是一种债权关系，以极高的利率来吸收公众的存款。因此，在当时针对永基公司变相集资的质疑与讨伐不断。《中国信息报》曾以“天津永基花园：是售台位？还是变相集资？”为题，对该项目提出公开的质疑，并援引当时销售人员的话称，仅北京地区就有1700人购买了永基商城的台位号。此后，永基项目的销售在备受争议的情况下仍然在1996年至1998年达到顶峰，有来自全国约12400余名业主与其签订了购买合同；其中还包括天津市、南开区的两级地方政府中的诸多官员。但这些所集资金并未被梁志彬用于永基二期工程的建设用途。
1998年适逢亚洲金融危机和开发历三年有余，合同已进入兑付高峰时期，港商梁志彬的资金链断裂。永基花园地产项目的集资行为被中国人民银行天津分行定性为“乱集资”，港商梁志彬在宋平顺的协助和庇护下携带大量资金逃出中国大陆，而业主的房产证被废黜，多数业主血本无归。

## 事后
永基非法集资案事发后近十年，由于天津市政协主席、市政法委书记宋平顺等人的庇护，该案件案情始终不能查清。作为受害者的近万名业主自发组成业主委员会，遍访国务院法制办公室、中国银监会、中国人民银行、最高人民法院以及天津各级部门，但法院一概不予立案。天津市高级人民法院给出的答复是：“我们按中国人民银行对永基公司乱集资的定性，接上级指示，凡永基公司的案件一律不受理。”即使在中央部委出具督办函件的情况下，天津市地方执法部门仍然互相推诿责任不予处理。
2004年3月15日，曾有1000多名来自天津的民众在北京中国银行业监督管理委员会门前打出“打倒张立昌，打倒大恶霸宋平顺！”的横幅表示对该案的处理方式的不满。在天津广泛流传的民谣“两顺一昌，唬弄中央”便是对包括该案幕后黑手宋平顺的讽刺。
直到该案件的庇护伞天津市委原书记张立昌去世和天津市政协主席、市政法委书记宋平顺自杀后，该案件的政商勾结关系才被曝光，案情得以公之于众。2007年7月，天津市南开区政府成立了由区长挂帅，包括财政、公安、检察等部门组成的工作组，专门处理天津永基集资案历史遗留问题，盘活已闲置多年的永基项目，同时结清所欠工程款和业主集资款，以期在北京奥运会之前解决遗留问题。